# Sopot (Dolj)
Pour les articles homonymes, voir Sopot (homonymie).
Sopot est une commune du județ de Dolj en Roumanie.